# Juozas Mikėnas
Juozas Mikėnas (russisch Юо́зас Мике́нас; * 30. Januarjul. / 12. Februar 1901greg.in Skārdupītes bei Aknīste; † 24. Oktober 1964 in Vilnius) war ein litauisch-russischer Bildhauer und Hochschullehrer.

## Leben
Mikėnas studierte 1922–1926 an der Kunstschule in Kaunas und darauf 1927–1931 an der École nationale supérieure des arts décoratifs in Paris.
1931–1940 lehrte Mikėnas an der Kunstschule in Kaunas. 1935 schuf er das Marmor-Basrelief Die Mutter und 1937–1938 die Gipsfigur Der Holzschnitzer (Čiurlionis-Kunstmuseum Kaunas). Für die Weltfachausstellung Paris 1937 schuf er die Reliefs am Pavillon der Baltischen Staaten sowie 1938 die Skulptur Der Krieger auf dem Glockenturm des Vytautas-Museums in Kaunas. Für die 1939 New York World’s Fair schuf er die Gipsskulptur Litauen.
1940 nach dem Anschluss Litauens an die Sowjetunion wechselte Mikėnas an das Kunstinstitut in Vilnius (bis 1941). Während des Deutsch-Sowjetischen Krieges lehrte er an der Kunstakademie der UdSSR in Leningrad. Nach dem Kriege kehrte er als Professor nach Kaunas zurück an das Institut für dekorative und angewandte Kunst (1946–1951). Einer seiner Schüler war Konstantinas Bogdanas. 1946 schuf Mikėnas die Bronze-Skulpturen Der Sturm und Der Sieg für Meltschakows Ehrenmal der 1200 Gardisten der 11. Gardearmee für die Gefallenen des Sturms auf Königsberg im späteren Kaliningrad am Gwardeiski Prospekt sowie die Reliefs für den Obelisken. Darauf schuf er das Bronze-Denkmal für die litauische Partisanin Marytė Melnikaitė in Zarasai (1947–1955).
Seit 1951 lehrte Mikėnas wieder am Kunstinstitut in Vilnius. 1952 entstand die Gruppe Die studierende Jugend einer Studentin und eines Studenten auf der wiederaufgebauten Grünen Brücke in Vilnius-Šnipiškės. 1954 wurde er Korrespondierendes Mitglied der Kunstakademie der UdSSR. Die junge Pianistin (1958) steht in der Moskauer Tretjakow-Galerie. Das Denkmal für den litauischen Dichter Petras Cvirka (1959) steht in Vilnius. Für die Expo 67 schuf er 1964 die Gipsskulptur Erste Schwalben, für die er 1966 den Staatspreis der Litauischen Sozialistischen Sowjetrepublik erhielt. Eine vergrößerte Bronze-Version wurde 1987 in der Nationalgalerie in Vilnius aufgestellt.
Mikėnas wurde auf dem Friedhof Antakalnis in Vilnius begraben.

## Ehrungen
- Stalinpreis II. Klasse (1947) für die Skulptur Der Sieg in Kaliningrad
- Leninorden (1954)
- Volkskünstler der UdSSR (1961)
- Staatspreis der Litauischen Sozialistischen Sowjetrepublik (1966) für die Skulptur Erste Schwalben